# Francesco Perrone
Francesco Perrone (Cellino San Marco, 3 de diciembre de 1930-Bari, 27 de abril de 2020) fue un corredor de larga distancia italiano.

## Carrera
Compitió en el maratón en los Juegos Olímpicos de verano de 1960. Perrone fue un atleta del Gruppo Sportivo Fiamme Oro.

## Fallecimiento
Perrone falleció el 27 de abril de 2020 a los 89 años, en el policlínica de Bari por la COVID-19 causada por el virus SARS-CoV-2 durante la pandemia de enfermedad por coronavirus.